# Трисвинецпентагадолиний
Трисвинѐцпентагадоли́ний — бинарное неорганическое соединение, интерметаллид
гадолиния и свинца
с формулой Gd5Pb3,
кристаллы.

## Получение
- Сплавление стехиометрических количеств чистых веществ:

{\displaystyle {\mathsf {5Gd+3Pb\ {\xrightarrow {1670^{o}C}}\ Gd_{5}Pb_{3}}}}

## Физические свойства
Трисвинецпентагадолиний образует кристаллы
гексагональной сингонии, пространственная группа P 63/mcm, параметры ячейки a = 0,9078 нм, c = 0,6644 нм, Z = 2,
структура типа трисилицида пентамарганца Mn5Si3
.
Соединение конгруэнтно плавится при температуре 1670 °C.